# André Gorz
André Gorz, nascut com a Gérard Horst (Viena, febrer de 1923 - Vosnon, França 22 de setembre de 2007), fou un filòsof i periodista francès.
De personalitat extremadament discreta, és l'autor d'un pensament que oscil·la entre filosofia, teoria social política i crítica. Deixeble de l'existencialisme de Jean-Paul Sartre, trenca amb aquest després de 1968, i es fa un dels principals teòrics de l'ecologia política.
Fou cofundador el 1964 del "Nouvel Observateur" amb el pseudònim de Michel Bosquet, amb Jean Daniel.

## Vida i filosofia
Nascut a Viena (Àustria) al febrer 1923 amb el nom de Gerhart Hirsch és el fill d'un comerciant jueu i d'una secretària catòlica. Els seus pares no expressen una gran identitat nacional o religiosa. El context antisemita en el qual viuen fa al seu pare convertir-se al catolicisme el 1930.
El 1939, la seva mare l'envia a una institució de Suïssa oriental per a evitar la seva mobilització en l'exèrcit alemany. El 1945 es llicencia a l'Escola d'enginyers de la Universitat de Lausana amb un diploma d'enginyer químic. Participa en aquella època en les trobades de la societat d'estudiants "Belles-Lettres", però expressa sobretot un interès per la fenomenologia i en l'obra de Sartre. La seva trobada amb Sartre l'any següent marca llavors la seva formació intel·lectual.
Presentant-se en la vida activa com traductor de notícies americanes per un editor suís, publica els seus primers articles en un diari de Lausana. Al juny de 1949 es trasllada a París on treballa primer en el secretariat internacional del Moviment de Ciutadans del món i després com a secretari privat d'un agregat militar de l'ambaixada de l'Índia. La seva entrada a Paris-Presse marca els seus inicis en el periodisme, on va prendre el pseudònim de Michel Bosquet. Allà coneix al cronista Jean-Jacques Servan-Schreiber que, el 1955, el reclutà com periodista econòmic a L'Express.
Paral·lelament, s'aproxima al grup dels de Sartre i adopta un enfocament existencialista del marxisme que el porten a tractar de manera central les qüestions de l'[(alienació)] i de l'alliberament, tot en el marc d'una reflexió on el fil conductor és la vinculació a l'experiència existencial i a l'anàlisi dels sistemes socials des del punt de vista de les vivències individuals. Aquestes referències a la fenomenologia i a l'existencialisme marxista constitueixen els fonaments filosòfics dels seus primers llibres, signats sota el pseudònim d'André Gorz: Le Traître (el Traïdor) (Le Seuil, 1958), La Morale de l'histoire (La Moral de la història) (Le Seuil, 1959) i els Fondements pour une morale (Fonaments per a una moral) (Galilée, 1977), publicat més de quinze anys després de la seva finalització. En el clima de sospita de la guerra freda va preferir signar amb un pseudònim en el moment en què esperava la seva naturalització francesa.
En el cor de la seva reflexió s'imposa, doncs, la qüestió de l'autonomia de l'individu. N'extreu una concepció profundament emancipadora del moviment social on la noció de desenvolupament de l'autonomia individual és percebuda com la condició sine qua non de la transformació de la societat. Aquesta idea que alliberament individual i col·lectiu es condicionen mútuament la comparteix amb Herbert Marcuse, amic personal seu i gran figura de l'Escola de Frankfurt.
El seu posicionament alhora anti-institucional, anti-estructuralista i anti-autoritari es troba en la línia que assigna a la revista "Els Temps Moderns" a partir de la seva entrada al comitè director de la revista de Sartre, el 1960.

### Obres
- La morale de l'histoire (Seuil, 1959)
- Stratégie ouvrière et néocapitalisme (Seuil, 1964)
- Estrategia obrera i neocapitalismo (Barcelona, Edicions 62, 1967, trad. Jordi Solé Tura)
- Le traître (Le Seuil, 1957 et Folio Essais, 2005. Dans cette édition se trouve l'Avant-propos de 1967)
- Le socialisme difficile (Seuil, 1967)
- Réforme et révolution (Seuil, 1969)
- Critique du capitalisme quotidien (Galilée, 1973)
- Critique de la division du travail (Seuil, 1973. Ouvrage collectif)
- Écologie et politique (Galilée, 1975)
- Écologie et liberté (Galilée, 1977)
- Fondements pour une morale (Galilée, 1977)
- Adieux au prolétariat (Galilée et Le Seuil, 1980)
- Les Chemins du Paradis (Galilée, 1983)
- Métamorphoses du travail (Galilée, 1988 et Folio Essais, 2004)
- Capitalisme Socialisme Écologie (Galilée, 1991)
- Misères du présent, richesse du possible (Galilée, 1997)
- L'immatériel (Galilée, 2003)
- Lettre à D. Histoire d'un amour (Galilée, 2006; traduït al català com a Carta a D. Història d'un amor per Mia Tarradas a Edicions de 1984, 2019[2])
- Ecologica (Galilée, 2008)
- Le Fil rouge de l'écologie, Willy Gianinazzi (ed.) (Ed. de l'EHESS, 2015)
- Penser l'avenir. Entretien avec François Noudelmann (La Découverte, 2019)

## Defunció
Va decidir posar fi als seus dies a l'edat de 84 anys amb la seva dona Dorine, afectada per una malaltia greu, el 24 de setembre de 2007, a casa seva a Vosnon al departament de l'Aube. A ella li havia dedicat en 2006 el llibre "Carta a D. Història d'un amor", una oda a Dorine.
Extracte: 
"[…] Tu vas avoir quatre-vingt-deux ans. Tu as rapetissé de six centimètres, tu ne pèses que quarante-cinq kilos et tu es toujours belle, gracieuse et désirable. Cela fait cinquante-huit ans que nous vivons ensemble et je t'aime plus que jamais. Récemment, je suis retombé amoureux de toi une nouvelle fois et je porte de nouveau en moi un vide débordant que ne comble que ton corps serré contre le mien […] Nous aimerions chacun ne pas survivre à la mort de l'autre. Nous nous sommes souvent dit que si, par impossible nous avions une seconde vie, nous voudrions la vivre ensemble."
"[...]vas a fer vuitanta-dos anys. Has disminuït sis centímetres, peses només quaranta-cinc quilos i encara ets bella, graciosa i desitjable. Fa ja cinquanta-vuit anys que vivim junts i t'estimo més que mai. Recentment, vaig enamorar-me de tu una altra vegada i duc de nou en mi una buidor desbordant que satisfà només el teu cos cenyit contra el meu […] Als dos ens agradaria no sobreviure a la mort de l'altre. Ens vam dir sovint que si, per atzar tinguéssim una segona vida, voldríem viure-la junts."